# Кумико
Кумико (яп. 組子) или кумико-дзайку (яп. 組子細工) — японское декоративно-прикладное искусство, создание предметов интерьера (декоративные панно, ширмы, перегородки-сёдзи, светильники и пр.) из тонких деревянных реек.

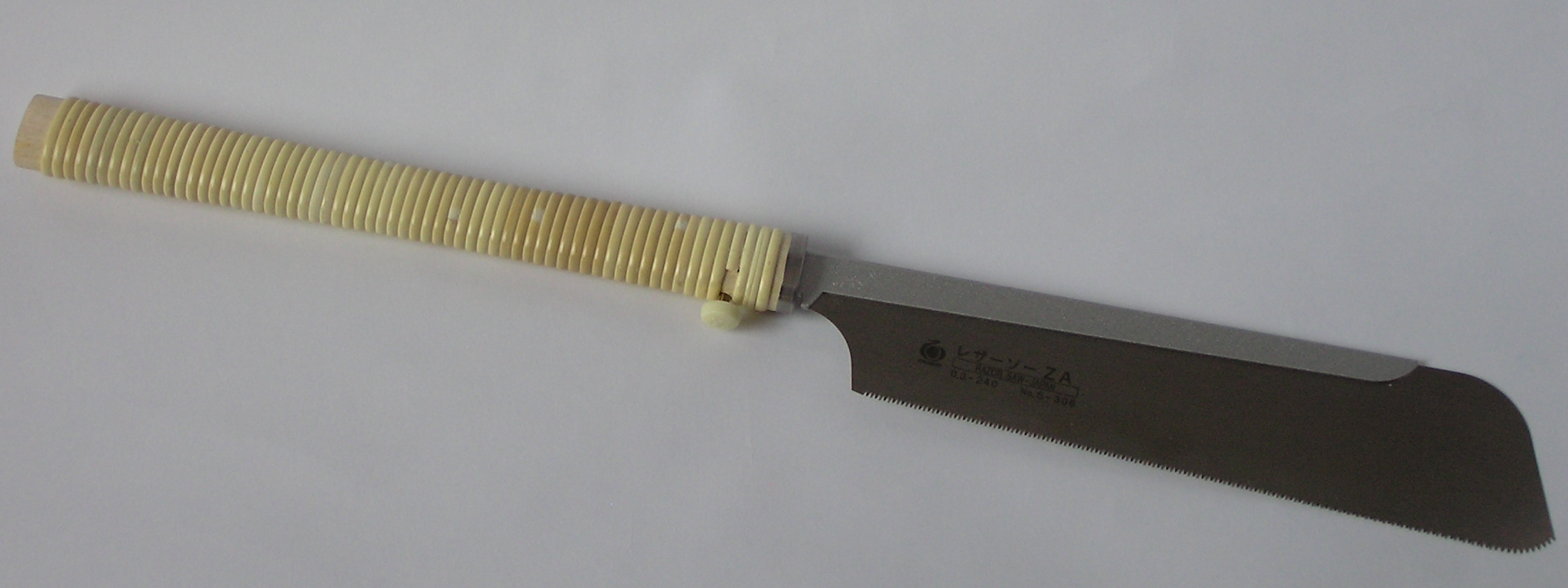
Ручная пила додзуки

Техника кумико возникла в Японии предположительно в VII—VIII веках, в Период Асука. Изначально изделия в этой технике украшали дома привилегированных слоёв общества, но во второй половине XIX века их область применения расширилась до домов обычных горожан. Кумико используется для декорирования современной мебели.
Для создания кумико в базовую решётку вставляются мелкие элементы, которые создают некий геометрический узор. Для изготовления базы, как правило, используют хвойные породы дерева (кедр, кипарис). Древесина для наполнения берется в зависимости от желаемого цвета, при этом предпочтение отдаётся равномерно окрашенному дереву без крупных пор и годовых колец. Минимальный набор плотницких инструментов для создания кумико включает ручную пилу и зубило, однако современные мастера обычно используют фуговочный станок, ленточную пилу и японскую пилу додзуки.
Декоративные решётки часто помещают под стекло. С обратной стороны может быть наклеена бумага (традиционно использовалась бумага васи, но в XXI веке создатели кумико могут избирать современную бумагу, ткань, стекло или пластик).

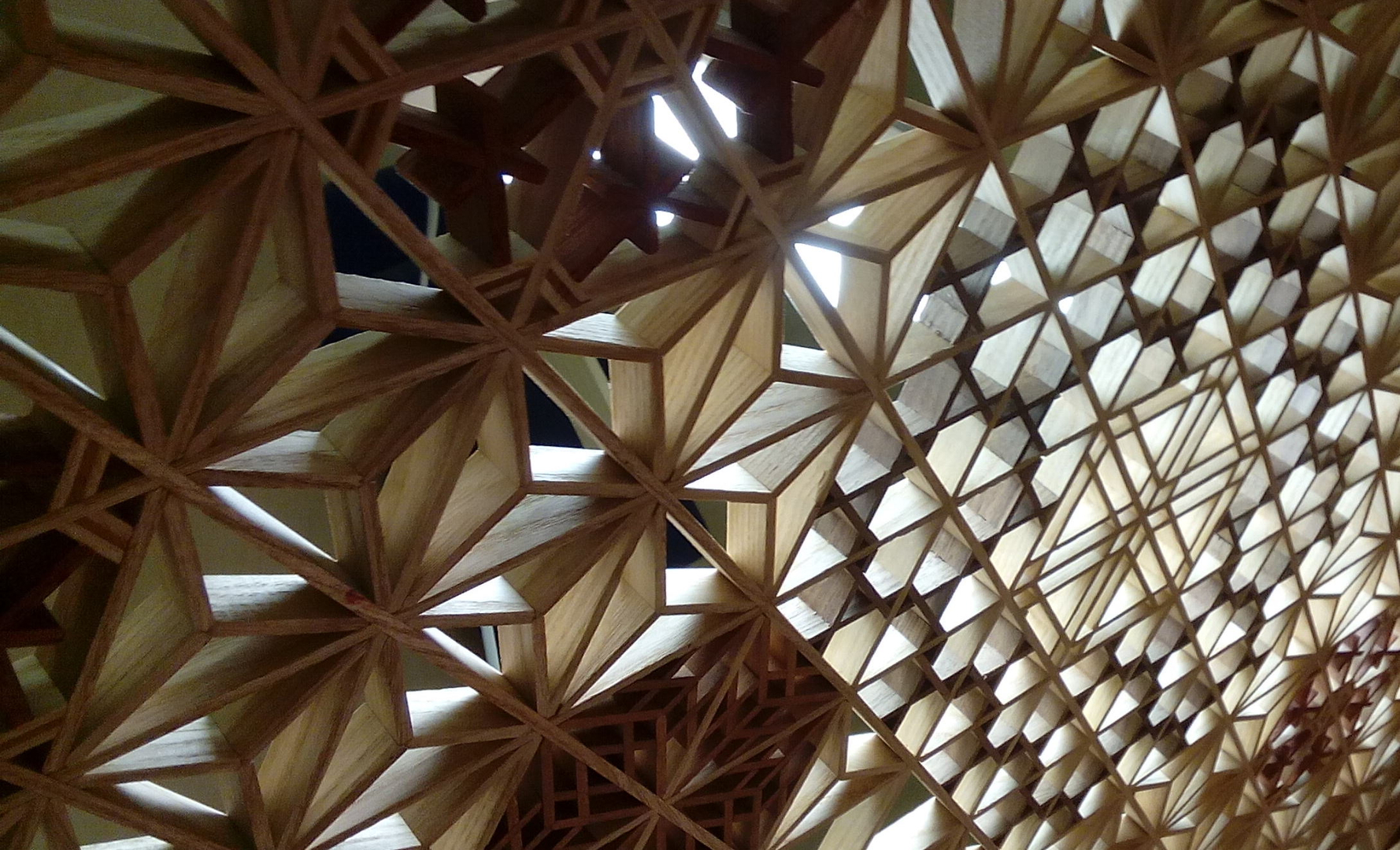
Несколько узоров кумико, слева — аса-но-ха
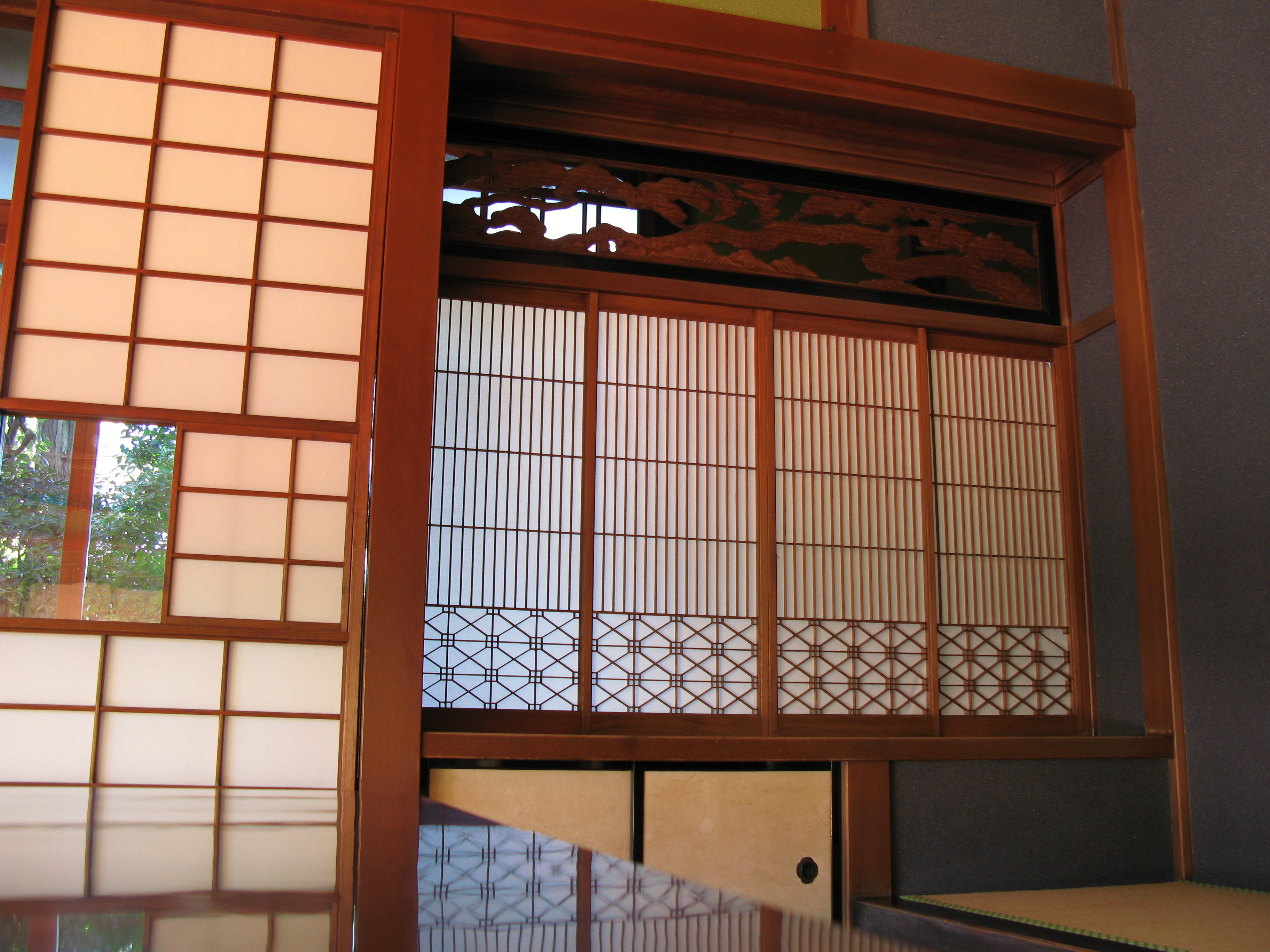
Вертикальный узор «татэсигэ» и решётка «яэ сёкко»
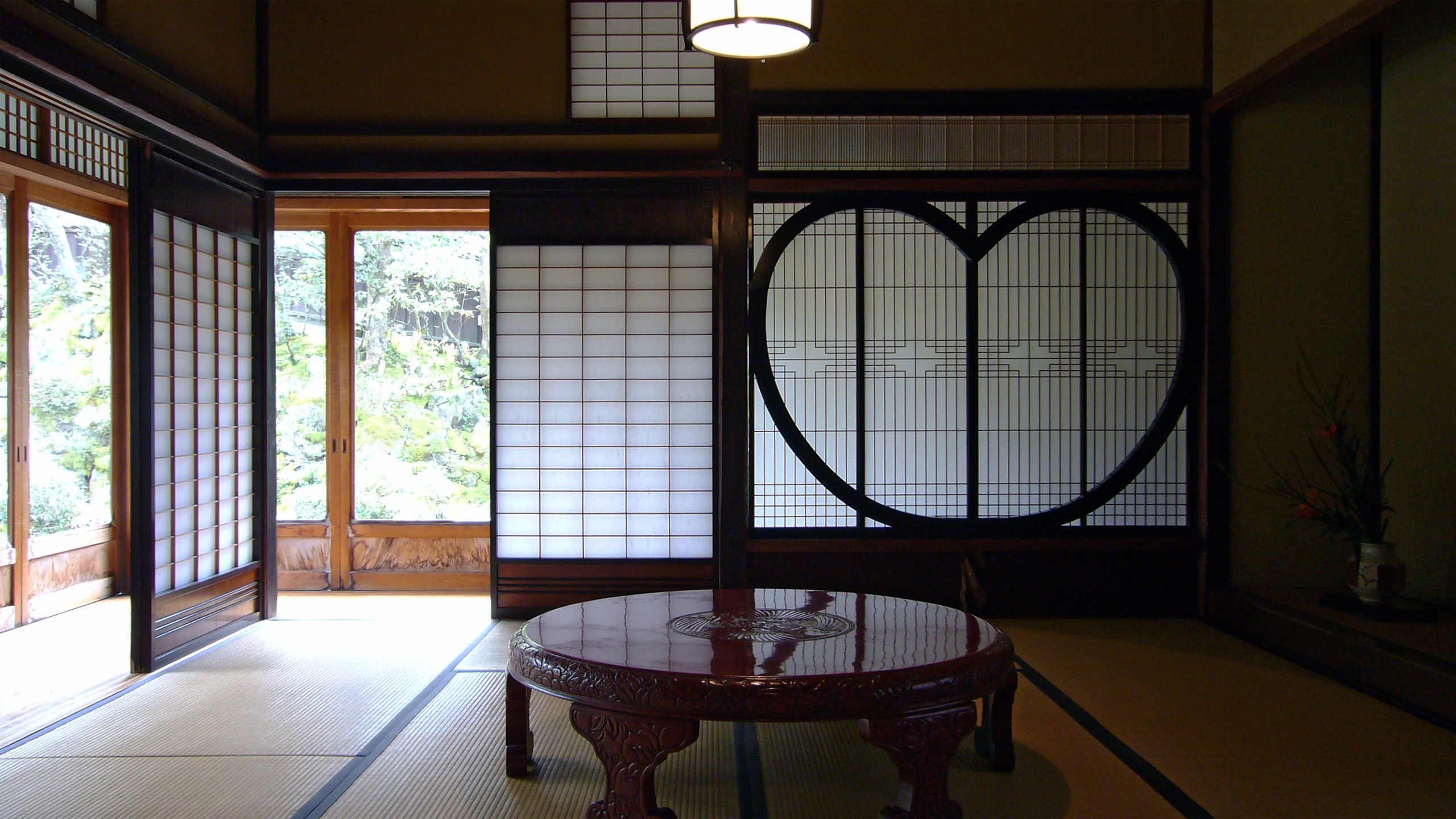
Различные виды кумико на сёдзи
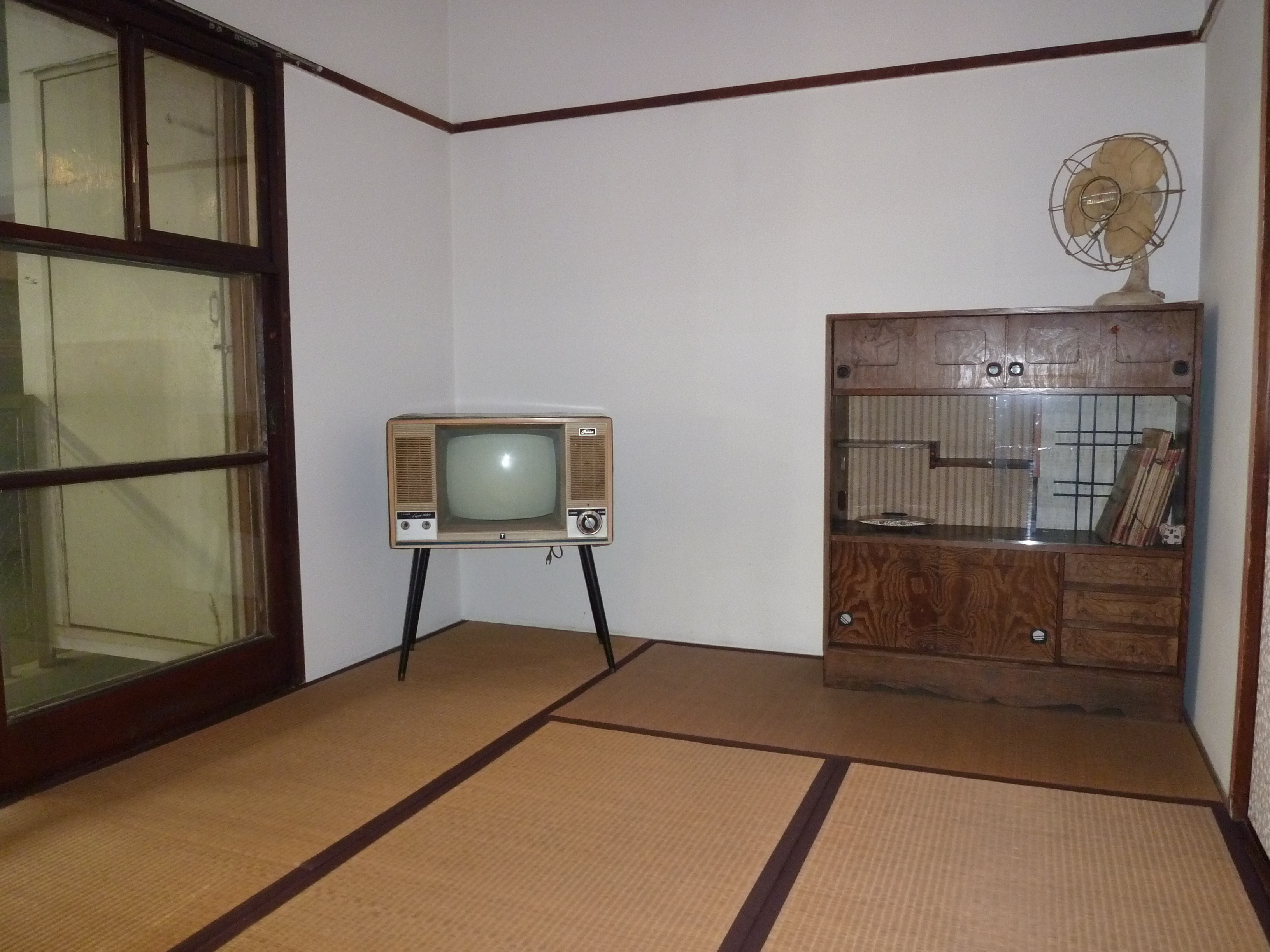
Шкаф, украшенный кумико